# Anikana-o/Guarda coi tuoi occhi
Anikana-o/Guarda coi tuoi occhi è il quarto singolo del complesso musicale italiano Jet, pubblicato dalla Durium nel 1973.

## I brani

### Anikana-o
Anikana-o, presente sul lato A del disco, è il brano con cui il quartetto partecipa alla 13ª edizione del Festival di Sanremo, senza riuscire ad accedere alla serata finale.

### Guarda coi tuoi occhi
Guarda coi tuoi occhi è il brano presente sul lato B del disco.

## Tracce
Testi e musiche di Felice Piccarreda, Renzo Cochis e Piero Cassano.; edizioni musicali Durium.
1. Anikana-o (Festival di Sanremo 1973) – 3:03
2. Guarda coi tuoi occhi – 3:20

## Formazione

### Gruppo
- Carlo Marrale – chitarra, voce
- Piero Cassano – tastiere
- Aldo Stellita – basso, voce
- Renzo Cochis – batteria

### Altri musicisti
- Antonella Ruggiero e Marva Jan Marrow – cori